# Stiphra algarobae
Stiphra algarobae är en insektsart som beskrevs av Piza Jr. 1977. Stiphra algarobae ingår i släktet Stiphra och familjen Proscopiidae. Inga underarter finns listade i Catalogue of Life.